# Cambra de Comerç i Indústria (Girona)
La Cambra de Comerç i Indústria és un edifici a la ciutat de Girona inclòs a l'Inventari del Patrimoni Arquitectònic de Catalunya. L'edifici fou construït per a seu de la Cambra de Comerç de Girona, que actualment ocupa la planta baixa i les dues plantes pis. La resta de l'edifici és ocupat per despatxos i pisos residencials.
És un edifici de planta rectangular que ocupa, desenvolupat en planta baixa i sis pisos. Les façanes exteriors presenten obertures quadrades que a les dues primeres plantes remarquen la seva monumentalitat amb elements escultòrics al·legòrics, motllures ornamentals al perímetre dels forats i guardapols superiors. La part corresponent a la planta baixa és revestida amb peces de pedra de Girona. Els paraments d'obra de les plantes superiors són acabats exteriorment amb mosaic de petites dimensions.